# Trzcinica (powiat grodziski)
Trzcinica (pol. hist. Trzcienica) – wieś w Polsce położona w województwie wielkopolskim, w powiecie grodziskim, w gminie Wielichowo, przy drodze z Wielichowa do Parzęczewa. Około 2 kilometry na południe od Trzcinicy przepływa Północny Kanał Obry.

## Historia
Miejscowość pierwotnie związana była z Wielkopolską. Ma metrykę średniowieczną i istnieje co najmniej od końca XIII wieku. Po raz pierwszy wymieniana w łacińskim dokumencie z 1283 jako Treczenica, Treczenicza, 1319 Trczenicz, 1357 Trzczienycza, 1441 Trczenicza, 1510 or. Trzczyenicza, 1563 Thrczyenycza, 1564 Trzczienicza, 1571 Trczienicza, 1581 Trzczienica, 1592 Trzcenica, 1592 Trzcienica, 1744 błędnie Trzcielnica.
Tereny, na których leży wieś były jednak zamieszkane znacznie wcześniej niż odnotowują to archiwalne zapisy. W okolicy, około dwa kilometry od Trzcinicy, archeolodzy odkryli grodzisko, a 1,2 kilometra na wschód osadę średniowieczną. W pobliżu wsi, niedaleko jeziora znaleziono również skarb srebrny
Wieś była początkowo własnością rycerską, a potem kościelną należącą do archidiecezji poznańskiej, w kluczu Wielichowo. W 1530 miejscowość leżała w powiecie kościańskim Korony Królestwa Polskiego. W 1510 należała do parafii Wielichowo.
W 1283 książę wielkopolski Przemysł II zaświadczył, że komesowa Chomecz, wdowa po Boguszy synu Piotra z Charbielina oraz Dłużyny, wypełniając testament zmarłego męża, darowała wieś Trzcinica biskupstwu poznańskiemu na rzecz mensy biskupiej. Darowiznę tę oprotestował rycerz Mściwój syn zmarłego komesa Blizbora oraz bratanek zmarłego, twierdząc, że wieś należała do jego dziedzictwa. Książę po wysłuchaniu wdowy oraz biskupa poznańskiego Jana zatwierdził tę darowiznę, a Mściwój zrezygnował ze swoich pretensji majątkowych.
W 1357 biskup poznański Jan sprzedał sołectwo we wsi za 5. grzywien Bogdanowi z Ruchocic (lub Ruchocina) w celu lokowania jej na prawie średzkim. Sołtys otrzymał na zagospodarowanie 2 łany wolne, wolną karczmę, jatkę rzeźniczą, szewską, chlebową oraz kowalską z 2 ogrodami. Przysługiwało mu także 1/3 opłat sądowych oraz przydzielono mu łąkę położoną obok spalonego dębu po lewej stronie drogi, która prowadziła z Trzcinicy w stronę wielkiego lasu w kierunku rzeki Obry. Sołectwo mogło być sprzedane przez tegoż Bogdana lub jego spadkobierców tylko za zgodą biskupa. Mieszkańcy wsi otrzymali 7 lat wolnizny od czynszu oraz dziesięciny, po upływie której mieli płacić na św. Marcina (czyli 11 listopada) z każdego łanu czynsz w wysokości dwóch miar pszenicy, 4 miar żyta i 6 miar owsa, a także po 6 skudów, licząc 2 grosze na skojec, a także będą zobowiązani do takich samych płatności i służb, jak sołtysi innych biskupich wsi lokowanych na prawie niemieckim, a ponieważ prawo to nie było biskupowi znane, to uprzedzając wszelkie wątpliwości wszelkie prawa przysługujące właścicielowi zarezerwował on dla siebie. W 1441 we wsi odnotowany został szlachcic posiadający sołectwo Krystyn
.
Miejscowość odnotowana została także w historycznych rejestrach podatkowych. W 1510 wieś liczyła 14 ról osiadłych, a czterech sołtysów posiadał po jednym łanie. Meszne płacili oni plebanowi w Wielichowie. W 1564 wieś leżała w kluczu Wielichowo i miała 12 łanów osiadłych, z których mieszkańcy płacili czynsz po 56 groszy oraz po 3 ćwiertnie owsa, dwa koguty oraz 15 jaj. Natomiast z dwóch łanów sołtysich, sołtysi dawali dwa złote oraz należne służby. W sumie Trzcinica płaciła wówczas biskupstwu 15 grzywien i 12 groszy, trzy małdraty „owsa czynszowego”, 24 koguty, 3 kopy jaj oraz owies w ramach opłaty zwanej wiecne.
Wieś duchowna Trzcienica, własność biskupstwa poznańskiego, pod koniec XVI wieku leżała w powiecie kościańskim województwa poznańskiego w Rzeczypospolitej Obojga Narodów.
Wskutek II rozbioru Polski w 1793 wieś przeszła pod władanie Prus i jak cała Wielkopolska znalazła się w zaborze pruskim. Trzcinica, podobnie jak biskupi klucz wielichowski została znacjonalizowana oraz sprzedana przez rząd pruski. Właścicielem był hrabia Henryk Dzieduszycki. W okresie Wielkiego Księstwa Poznańskiego (1815-1848) miejscowość wzmiankowana jako Trzcinica należała do wsi większych w ówczesnym pruskim powiecie Kosten rejencji poznańskiej. Trzcinica należała do okręgu wielichowskiego tego powiatu i stanowiła część prywatnego majątku Wielichów (dziś Wielichowo), którego właścicielem był wówczas Mikołaj Mielżyński. Według spisu urzędowego z 1837 roku Trzcinica liczyła 269 mieszkańców, którzy zamieszkiwali 40 dymów (domostw).
Pod koniec XIX wieku Trzcinica liczyła 67 dymów (domostw) i 456 mieszkańców (439 katolików i 17 protestantów). Folwark Trzcinica liczył wtedy 2 domy i 23 mieszkańców. Po Henryku Dzieduszyckim właścicielem był Stanisław Plater.
W latach 1975–1998 miejscowość należała administracyjnie do województwa poznańskiego. W 2011 w Trzcinicy mieszkało 316 osób.